# Лишава
Лишава (укр. Лишава) — бывший посёлок, входил в Оратовский район Винницкой области Украины до 27 апреля 2012 года.
Население по переписи 2001 года составляло 0 человек. Почтовый индекс — 22633. Телефонный код — 4330. Площадь 0,045 км². Код КОАТУУ — 523182602.

## Местный совет
22632, Вінницька обл., Оратівський р-н, с.Лопатинка, вул.Першотравнева,30